# Аделард Батський
 Аделард Батський (1075 , Бат, Сомерсет  — 1160 , Бат, Сомерсет ) — англійський філософ-схоласт.
Навчався в Турі і Лані, здійснив семирічну подорож по Північній Африці та Малій Азії. Після повернення написав кілька оригінальних творів, переклав найважливіші наукові праці з грецької та арабської на латинську мову («Начала» Евкліда, астрономічні таблиці Аль-Хорезмі).
Його філософські твори (головний — діалог «Про тотожне та різне») вплинули на середньовічних філософів: Роджера Бекона, Гильйома Конхезія, Гуго Сен-Вікторського та інших.

## Список творів
- Regule abaci
- De avibus
- Quaestiones naturales seu physicae
- De eodem et diverso
- De cura accipitrum